# Rellotge de sol de Whitehurst & Son
El Rellotge de sol de Whitehurst & Son és un rellotge de sol creat a Derby l'any 1812 pel nebot de John Whitehurst. Actualment es troba exposat al Derby Museum and Art Gallery. És un bon exemple d'un rellotge de sol precís que mostra el temps solar amb una escala per convertir-lo a temps local. És acurat fins al minut més proper.

## Fabricant
La família Whitehurst era coneguda a Derby per destacar en temes de mecànica. John Whitehurst (1713-1788) va néixer a Congleton, però va anar a Derby a muntar el seu negoci com a fabricant de rellotges; més tard es va mudar a Londres. El seu nebot va continuar el negoci sota el nom de Whitehurst & Son (Whitehurst i fill). El negoci familiar era conegut pels seus rellotges de paret.

## Construcció
La construcció d'un rellotge de sol es basa a comprendre la geometria del sistema solar i, especialment, com el Sol projectarà una ombra sobre una superfície plana i, en aquest cas, horitzontal. Cada dia durant el cicle anual l'ombra serà diferent que el dia anterior i diferent depenent de la latitud del lloc (i no pas de la longitud). Al migdia el Sol està en el seu punt més elevat al cel i just al sud. Derby està localitzat a 1° 28′ 46.2″ a l'oest de Greenwich, per la qual cosa el Sol tarda aproximadament 5 min i 52,05 s més en arribar al migdia. L'altre punt a considerar en dir l'hora és el fet que la Terra es mou al voltant del Sol en una òrbita el·líptica i, per tant, la duració del dia varia fins a 16 minuts en els mesos de novembre i febrer; això, junt amb una altra correcció, és conegut com l'equació del temps, i era irrellevant fins que es van començar a comprar els rellotges de sol amb els rellotges mecànics. Els horaris de tren demanaven una hora de migdia fixada, per la qual cosa es va procedir a adoptar el Greenwich Mean Time (GMT) com a referència. La xarxa de tren local, la Midland Railway, va adoptar el GMT el gener de 1848.
Aquest rellotge de sol de bronze té inscrit "Whitehurst and Son/Derby/1812" i es creu que va ser fabricat per a George Benson Strutt (germà petit de William Strutt) per a la seva casa Bridge Hill House, a Belper. Aquesta està localitzada a 53° 1′ 49.08″ N i 1° 29′ 26.88″ E de Greenwich, lleugerament diferent que les coordenades de Derby, a 52° 55′ 00″ N, és a dir, amb una diferència de 6′ 49″. La diferència de longitud és negligible.

### El gnòmon

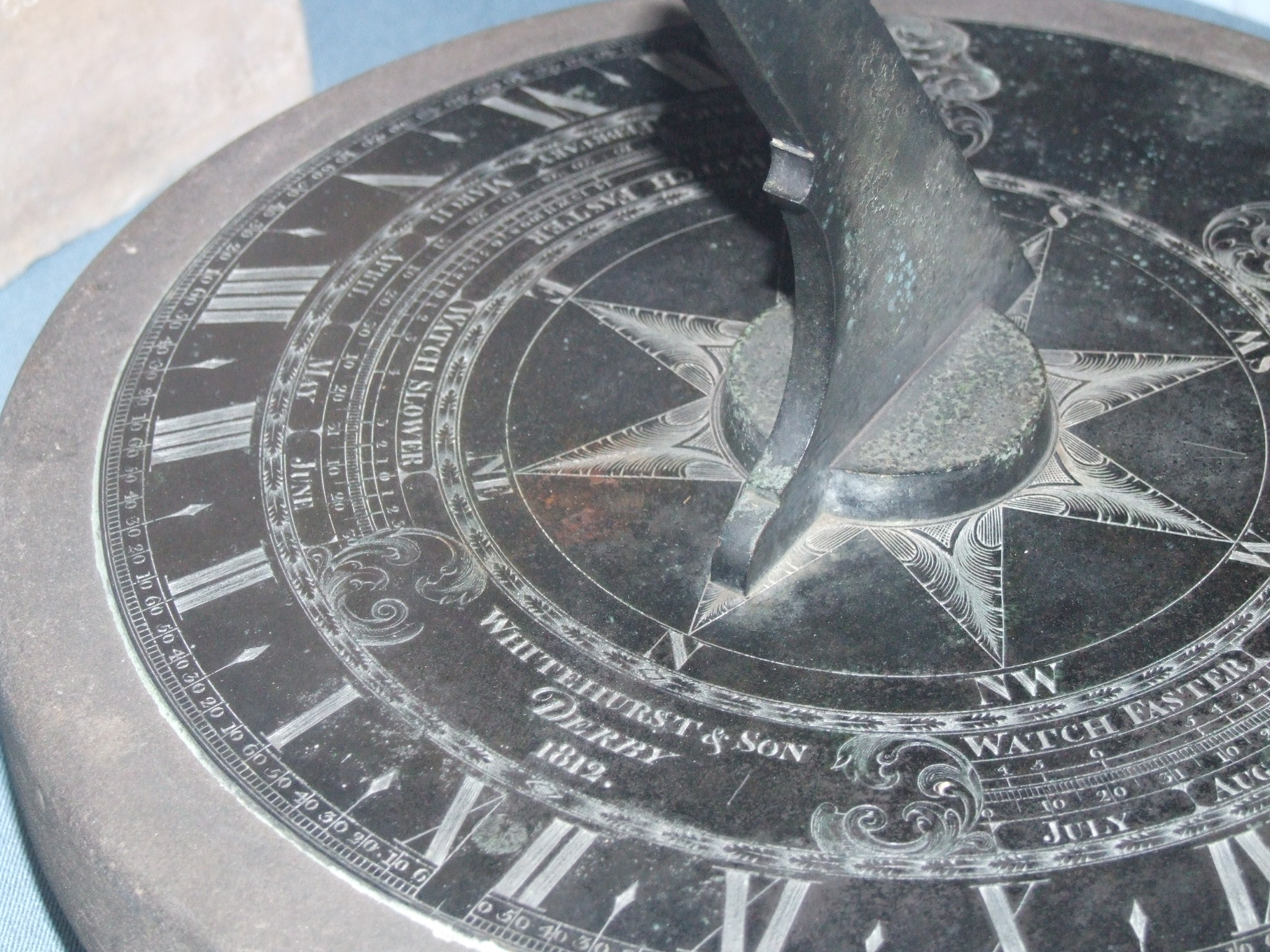
El rellotge de sol

El rellotge és sòlid, amb un gnòmon prim; una aresta del gnòmon projecta l'ombra abans del migdia i l'altra després del migdia. La placa on es projecta l'ombra està formada per dos semicercles separats per una petita ranura. En aquest disseny del rellotge de sol, l'angle de l'agulla respecte a la placa és exactament el mateix que la latitud, és a dir, de 53° 1′ 49. La placa és perfectament horitzontal, tot i que es podien fer petits ajustos en l'angle aixecant-la lleugerament. Com que el rellotge ara no està situat a la seva localització original, cal moure l'agulla un angle de 0° 6′ 49″.

### La placa
En els rellotges de sol horitzontals el pla que rep l'ombra està alineat horitzontalment. D'aquesta manera, la línia d'ombra no rota uniformament en la placa, sinó que les línies d'hora estan espaiades d'acord amb el següent càlcul:
{\displaystyle \tan \theta =\sin \lambda \tan(15^{\circ }\times t)}
On λ és la latitud del rellotge de sol (i l'angle de l'agulla amb l'horitzontal), θ és l'angle entre una línia d'hora i la línia d'hora del migdia i t és el nombre d'hores abans o després del migdia.

#### Càlculs
Per cada una de les hores d'1 a 6 es calcula la fórmula. Per exemple, si es fa λ=53.03 i 3 a la fórmula surten els següents resultats:
| Una hora     | 11.791779 |
| Dues hores   | 24.219060 |
| Tres hores   | 37.922412 |
| Quatre hores | 53.460042 |
| Cinc hores   | 71.020970 |
| Sis hores    | 90.000000 |
Les hores abans del migdia són exactament les mateixes (el rellotge és simètric). De la mateixa manera, les mitges hores i les línies de minuts es podrien calcular. Com que el nord cau exactament en la línia nord-sud es pot dir que el rellotge mostra l'hora de Belper i no la de Greenwich.

#### Equació del temps

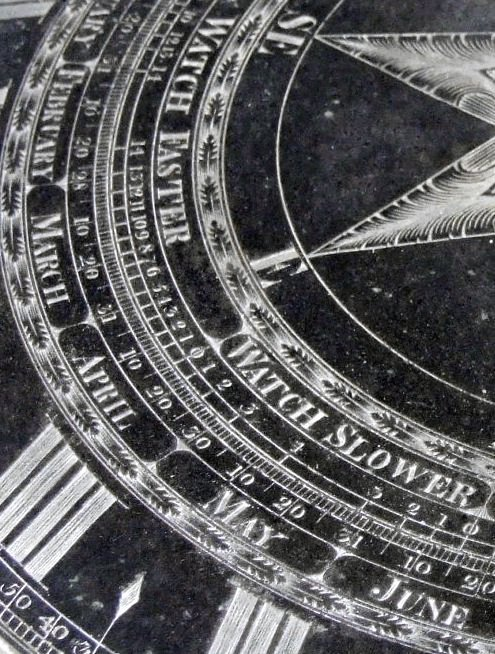
Escales de conversió de l'equació del temps

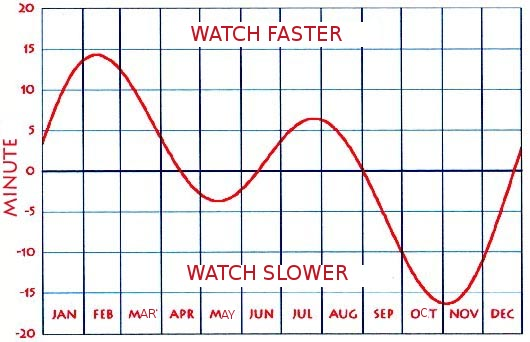
Equació del temps

De manera significat es poden veure a la placa un parell d'escales que ajuden a l'observador a compondre la correcció de l'equació del temps. Una escala dona la data en mesos i dies mentre que una altra col·locada al costat dona els minuts que el rellotge estaria corrent més ràpid o més lent. Està etiquetat com "Watch Slower, Watch Faster". El 15 d'abril és l'únic dia que no s'ha de fer cap correcció. El rellotge pot ser usat tant per llegir el temps solar com pel temps mitjà que mostren els rellotges convencionals, amb l'objectiu pràctic que els observadors poden usar el rellotge per calibrar els seus propis, que l'any 1812 no sempre anaven a l'hora correcte. L'any 1820 els fabricants de rellotges havien millorat: l'escapament de Lever havia esdevingut universal i ja no es necessitava calibrar els rellotges.

## Altres rellotges
Un altre rellotge de sol de Whitehurst datat dels voltants de l'any 1800 es va vendre per 1850£ a Derby l'any 2005.